# العلاقات العراقية الشمال مقدونية
العلاقات العراقية الشمال مقدونية هي العلاقات الثنائية التي تجمع بين العراق وشمال مقدونيا.

## مقارنة بين البلدين
هذه مقارنة عامة ومرجعية للدولتين:
| وجه المقارنة                                              | العراق                       | شمال مقدونيا                                               |
| --------------------------------------------------------- | ---------------------------- | ---------------------------------------------------------- |
| المساحة (كم2)                                             | 437.07 ألف                   | 25.71 ألف                                                  |
| عدد السكان (نسمة)                                         | 38.27 مليون                  | 2.08 مليون                                                 |
| الكثافة السكانية (ن./كم²)                                 | 87.56                        | 80.9                                                       |
| العاصمة                                                   | بغداد                        | إسكوبية                                                    |
| اللغة الرسمية                                             | اللغة العربية، اللغة الكردية | اللغة المقدونية، اللغة الألبانية                           |
| العملة                                                    | دينار عراقي                  | دينار مقدوني                                               |
| الناتج المحلي الإجمالي (بليون دولار)                      | 197.72 مليار                 | 11.34 مليار                                                |
| الناتج المحلي الإجمالي (تعادل القوة الشرائية) بليون دولار | 560.73 مليار                 | 29.26 مليار                                                |
| الناتج المحلي الإجمالي الاسمي للفرد دولار أمريكي          | 4.94 ألف                     | 4.85 ألف                                                   |
| الناتج المحلي الإجمالي للفرد دولار أمريكي                 | 15.06 ألف                    | 16.25 ألف                                                  |
| مؤشر التنمية البشرية                                      | 0.654                        | 0.747                                                      |
| رمز المكالمات الدولي                                      | +964                         | +389                                                       |
| رمز الإنترنت                                              | .iq                          | .mk                                                        |
| المنطقة الزمنية                                           | ت ع م+03:00، ت ع م+04:00     | توقيت وسط أوروبا، ت ع م+01:00، ت ع م+02:00، أوروبا/سكوبيه ‏ |

## منظمات دولية مشتركة
يشترك البلدان في عضوية مجموعة من المنظمات الدولية، منها:
| علم المنظمة | اسم المنظمة                        | تاريخ انضمام العراق | تاريخ انضمام شمال مقدونيا |
| ----------- | ---------------------------------- | ------------------- | ------------------------- |
|             | مؤسسة التنمية الدولية              | 29 ديسمبر 1960      | 25 فبراير 1993            |
|             | يونسكو                             | 21 أكتوبر 1948      | 28 يونيو 1993             |
|             | وكالة ضمان الاستثمار متعدد الأطراف | 6 أكتوبر 2008       | 19 مارس 1993              |
|             | الأمم المتحدة                      | 21 ديسمبر 1945      | 8 أبريل 1993              |
|             | الاتحاد البريدي العالمي            | ?                   | ?                         |
|             | البنك الدولي للإنشاء والتعمير      | 27 ديسمبر 1945      | 25 فبراير 1993            |
|             | الاتحاد الدولي للاتصالات           | 12 نوفمبر 1928      | 4 مايو 1993               |
|             | منظمة حظر الأسلحة الكيميائية       | ?                   | ?                         |
|             | مؤسسة التمويل الدولية              | 27 ديسمبر 1956      | 25 فبراير 1993            |
|             | منظمة الشرطة الجنائية الدولية      | ?                   | ?                         |

## وصلات خارجية
- موقع وزارة الخارجية العراقية